# Monobia incarum
Monobia incarum är en stekelart som beskrevs av Joseph Charles Bequaert 1940.
Monobia incarum ingår i släktet Monobia och familjen Eumenidae. Inga underarter finns listade i Catalogue of Life.